# ديك بارد

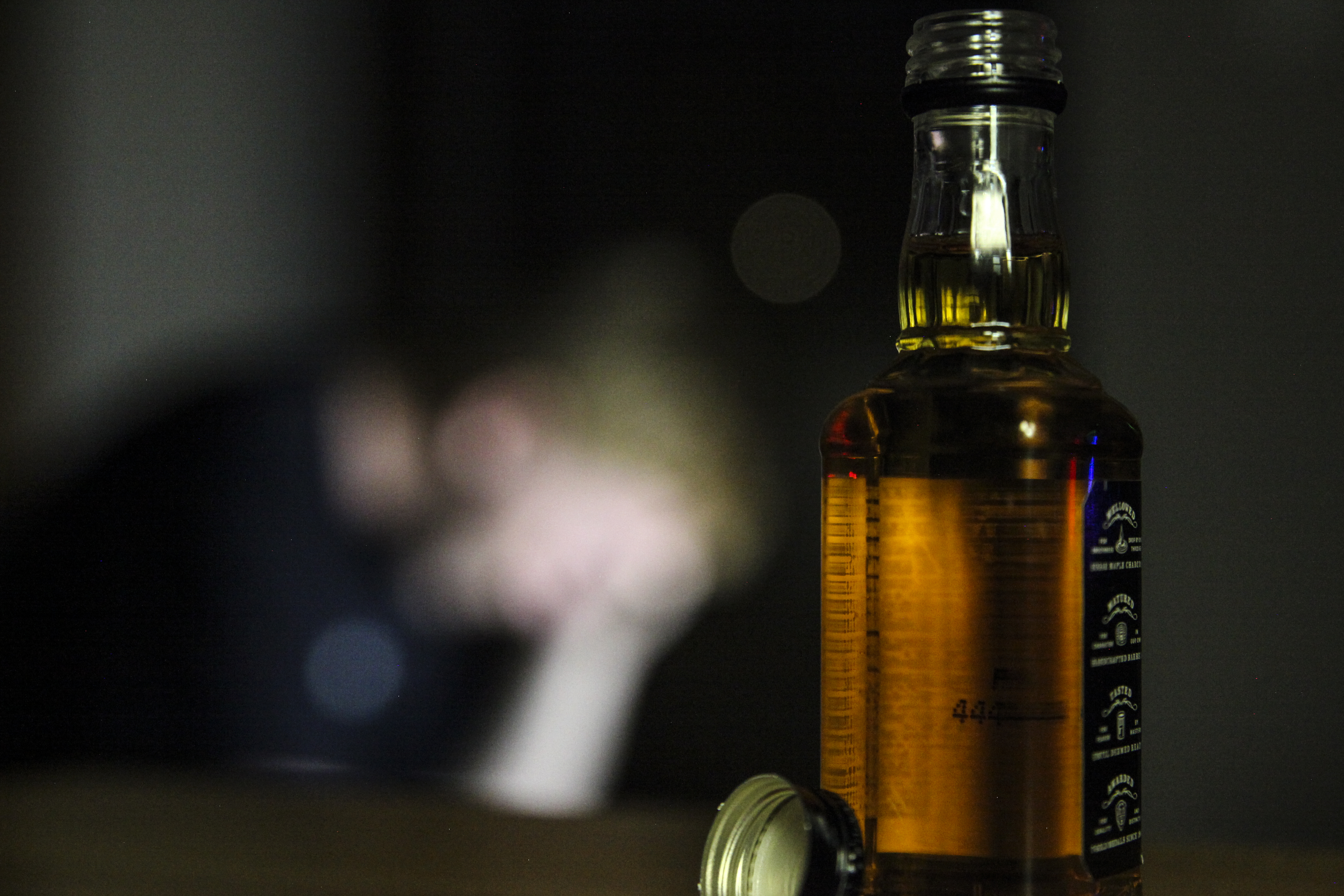

«يصف ديك الرومي البارد» تصرفات الشخص الذي هجر صفة أو أقلع عن إدمان مرة واحدة دون أن يقلل من القيام بالعادة أو الإدمان تدريجياً أو يتناول عوضاً عنهما أدوية.
يُعتقد أن ميزة هذه الطريقة هي عدم استعمال الوسائل الإضافية كثيراً حيث يجب على الشخص أن يتجنب التفكير في العادة الغير مرغوب فيها وإغرائها له، ويتجنب إشباع إدمانه على المواد الكيميائية. و يُعتقد أيضاً أن عيوب هذه الطريقة تتعلق بالأعراض الانسحابية التي لا تحتمل لدى متعاطي المخدرات؛ كنتيجة لانعدام المواد المخدره في الجسم مثل الكحول والبنزوديازيبينات والهيروين, و التي قد تسبب ضغوط هائلة على القلب والأوعية الدموية) و في أسوأ الحالات قد تسبب سكتة دماغية أو توقف القلب).
الإقلاع المفاجئ عن المخدرات مثل الكحول والباربيتورات والبنزوديازيبينات قد يكون خطيراً جداً ويؤدي لنوبات مرضية قاتلة. وأيضا من الممكن أن يسبب الهذيان الارتعاشي الذي قد يؤدي للوفاة ولهذا تعتبر هذه الطريقة غير مناسبة للإقلاع عن إدمان الكحول.
في حالة الإدمان على بعض المخدرات، من ضمنها المواد الأفيونية مثل الهيروين، الإقلاع المفاجئ عنها قد يكون عسيراً للغاية، ولكن أقل خطورة من غيره. من المستبعد وجود مشاكل تؤدي للوفاة بدون وجود مسبق للمشاكل الطبية.
طرق الإقلاع عن التدخين التي تقدم بها الطبيب جاي واين مكفارلاند والقسيس إلمان فولكنبرغ (وضعوا طريقة للإقلاع عن التدخين تسمى خطة الخمس أيام في عام 1959)، و طريقة جول سبيتزر وجون أر بوليتو (مُرشدين لكيفية الإقلاع عن التدخين والذين يعملون مجاناً في موقع WhyQuit.com) وطريقة ألين كار (مؤسس عيادة Easyway® في بداية الثمانينات) كلها تُعتبر طُرق للإقلاع المفاجئ(Cold turkey).

## أصل العبارة وتاريخها
يوجد العديد من التفسيرات لأصل هذه العبارة:
بالمعنى الضيق للعبارة (فجأةً أو بدون استعداد)، و هي مشتقه من طبق الديك الرومي البارد الذي يتطلب بعض الاستعدادات لعمله، وتستعمل هذه العبارة في الأصل لمدمني الهيروين. ومن العبارة الأمريكية (talk turkey) التي تعني الحديث بصراحة مع الإستعداد لذلك. يعتقد البعض أن العبارة مشتقة من المقارنة بين لحم الديك الرومي البارد والأعراض الانسحابية للمدمن ومن أبرزها التعرق والقشعريرة مع برودة الجسم. رُبط معنى العبارة بفترات ما بعد أعياد رأس السنة وأعياد الشكر حيث تؤكل بقايا طبق الديك الرومي البارد في نهاية تلك العطلات مع ارتفاع في استهلاك الكحول.